# Démétrios III
Pour les articles homonymes, voir Démétrios.
Démétrios III Eukairos (« Le Bienheureux ») est un roi séleucide qui règne sur le sud de la Syrie, autour de Damas, de 95 à 88 av. J.-C. Il est le quatrième fils d'Antiochos VIII. Il est fait prisonnier par les Parthes et meurt en captivité.

## Biographie
En 95, Démétrios III s'empare de Damas avec l'aide de Ptolémée IX et entre en conflit avec son cousin Antiochos X et avec ses frères Antiochos XI et Philippe Ier. Son surnom de « Bienheureux » vient du fait qu'il parvient à se maintenir alors que tous les autres membres de sa famille meurent les uns après les autres.
Il est vainqueur d'Alexandre Jannée, roi hasmonéen et grand prêtre de Jérusalem, faisant craindre un rétablissement séleucide en Judée. Il doit se retirer de Judée devant l'hostilité de la population. Battu par les Parthes vers 88, il est fait prisonnier par le roi Mithridate II et meurt l'année suivante de maladie. Son petit royaume de Damas est alors dévolu à son dernier frère, Antiochos XII.